# Orpund
Orpund är en ort och kommun i distriktet Biel i kantonen Bern, Schweiz. Kommunen har 3 330 invånare (2023).
Kommunens södra gräns bildas av floden Aare som här är ombyggd till kanalen Nidau-Büren-Kanal. Invånarna talar till 86,6 % tyska och till 7 % franska. I kommunen ligger ett kloster av Premonstratensorden.
Sedan 1991 har Orpund en vänort i Tjeckien, Brtnice. Orten är också känd för en musikfestival för hiphop.